# Archiv für Frauen-, Geschlechter- und Sozialgeschichte Ostschweiz
Das Archiv für Frauen-, Geschlechter- und Sozialgeschichte Ostschweiz ist ein 1999 in St. Gallen unter dem Namen Archiv für Frauen- und Geschlechtergeschichte Ostschweiz gegründetes Archiv. Es sammelt und erschliesst Dokumente zur Geschichte von Frauen in der Ostschweiz und forscht zu Migrationsgeschichte. Darüber hinaus kuratiert das Archiv Ausstellungen in verschiedenen Institutionen zu den Themen und mit den Objekten ihrer Sammlungen. Träger des Archivs ist ein gemeinnütziger Verein. 2015 wurde das Archiv mit dem Anerkennungspreis der Stadt St. Gallen ausgezeichnet.

## Geschichte
1986 wurde in St. Gallen der Verein «Wyborada Frauenbibliothek» (heute Literaturhaus & Bibliothek Wyborada) gegründet. Der Verein strebte neben dem Aufbau einer Frauenbibliothek auch den Aufbau einer Dokumentationsstelle zur Geschichte der Frauen an. Damit wurde 1990 im Rahmen des zweijährigen Projekts «Dokumentationsstelle zur Geschichte der Frauen in der Ostschweiz und im Fürstentum Liechtenstein» begonnen. Die beteiligten Forscherinnen (Renate Bräuniger, Mechthild Kunath, Ruth Rothenberger und Marina Widmer) sammelten in verschiedenen Archiven und Bibliotheken Material und bibliografische Angaben zur Frauengeschichte der letzten zwei Jahrhunderte.
Ab 1995 bemühte sich eine Initiative um die Einrichtung eines Frauenarchivs. In der Initiative hatten sich Vertreterinnen der Kantonalen Gleichstellungsstellen Appenzell Ausserrhoden und St. Gallen, des Projekts «Dokumentationsstelle zur Geschichte der Frauen» und der Frauenbibliothek Wyborada zusammengeschlossen. Finanziert mit Beiträgen der Kantone St. Gallen und Appenzell Ausserrhoden, der Stadt St. Gallen, der Fachstellen für Gleichberechtigungsfragen in den Kantonen St. Gallen und Appenzell Ausserrhoden, Privatpersonen, Stiftungen sowie privaten und kirchlichen Organisationen wurde im Sommer 1999 das Archiv für Frauen- und Geschlechtergeschichte Ostschweiz 1999 eröffnet. Das Material und die Bibliografie aus dem Projekt «Dokumentationsstelle zur Geschichte der Frauen» bildeten die Grundlage für das neue Archiv. Die Leitung des Archivs übernahm Marina Widmer.
In den ersten Jahren lag der Schwerpunkt der Arbeit des Archivs auf der Akquirierung von Beständen aus der frühen und der neuen Frauenbewegung. Im Laufe der Zeit kamen Vor- und Nachlässe hinzu. Das Archiv sammelt aktiv Plakate und Fotos. Als weiterer Schwerpunkt entwickelte sich die mündliche Überlieferung. Mit zahlreichen Frauen und Männern wurden Interviews, teils nur Ton, teils auch gefilmt, durchgeführt, wovon ein Teil transkribiert wurde.
Nach zehn Jahren erweiterte das Archiv seinen Namen auf Archiv für Frauen-, Geschlechter- und Sozialgeschichte Ostschweiz. Das sollte die erweiterte Ausrichtung auf soziale Bewegungs- und Migrationsgeschichte in der Ostschweiz widerspiegeln. 2003 erschien zum Jubiläum des Kantons St. Gallen das Buch Blütenweiss bis rabenschwarz – St.Galler Frauen – 200 Porträts. Rund um den Sticker-Roman (1938) von Elisabeth Gerter organisierte das Archiv mehrmals Lesekampagnen, einen Schreibwettbewerb und die Neuausgabe des Buchs. 2010 erschien der Quellenband Frauensache mit Einblicken in die Frauen- und Geschlechtergeschichte der letzten hundert Jahre in der Ostschweiz im ersten Teil. Im zweiten Teil gibt der Band einen Überblick über die Archivbestände. 2013 startete das Archiv ein Rechercheprojekt zur italienischen Migration nach dem Zweiten Weltkrieg. 2022 übernahm Julia Grosse die Leitung des Archivs.

## Organisation und Finanzierung
Das Archiv wird vom gemeinnützigen Verein «Regionales Archiv für Geschlechtergeschichte in der Ostschweiz» getragen. Der Vorstand des Vereins übernimmt strategische Aufgaben für die Aufrechterhaltung des Betriebs. Die Mitglieder des Vereins unterstützen das Archiv ideell, durch Spenden und Mitgliedsbeiträge sowie durch ehrenamtliche Arbeit.
Die Finanzierung des Archivs erfolgte lange über Projekte und ehrenamtliche Arbeit. Dazu kamen Spenden, Mitgliedsbeiträge, ein Legat und 2015 der mit 20.000 Franken dotierte Anerkennungspreis der Stadt St. Gallen. Regelmässige Förderbeiträge kommen vom Kanton St. Gallen (seit 2022 jährlich 80.000 Franken, davor 40.000 Franken) und der Stadt St. Gallen.
Das Archiv ist Mitglied im i.d.a. – Dachverband deutschsprachiger Frauen / Lesbenarchive, -bibliotheken und -dokumentationsstellen, bei Frauen*geschichte(n), in der IG Frauenarchive, in der IG Kultur Ost und im Historischen Verein des Kantons St. Gallen.

## Sammlung
Im Archiv befinden sich mehr als 350 Archivbestände von Organisationen und Gruppen, vorwiegend Archivalien der Alten und Neuen Frauenbewegung sowie verschiedener Berufsverbände und sozialer Bewegungen in der Ostschweiz. Das Archiv besitzt Vor- und Nachlässe von Frauen und Männern im Umfang von ca. 240 Laufmetern. Dazu kommen noch Oral-History-Dokumente, Fotos, Plakate und andere Bilddokumente sowie eine Datenbank «Bibliografie zur Frauen- und Geschlechtergeschichte Ostschweiz». Ein Teil der audiovisuellen Sammlung ist digitalisiert und in der audiovisuellen Datenbank als Einzelstück erfasst. Das Verzeichnis der Bestände sowie die Bibliografie wurden 2010 im Quellenbank Frauensache veröffentlicht. Das Beständeverzeichnis ist zudem online verfügbar.
Das Archiv beherbergt eine Präsenz-Fachbibliothek zur Schweizerischen und regionalen Geschlechter- und Sozialgeschichte mit rund 3.400 Büchern. Dazu kommt eine Sammlung historischer Zeitschriften und ausgewählter Fachzeitschriften. Die historischen Zeitschriftenbestände stammen aus der Frauenbewegung, anderen sozialen Bewegungen sowie Berufsverbänden.

## Ausstellungen
Neben den Sammlungsaktivitäten kuratiert das Archiv Ausstellungen zu ausgewählten historischen Themen. Dabei stehen Objekte und Dokumente aus der Sammlung des Archivs im Zentrum:
- 2005 «Frauen im Dienst des Friedens». Ausstellung im Waaghaus St. Gallen[19]
- 2006/7 «Elisabeth Gerter. Leben und Werk». Ausstellung im Kulturraum St. Gallen[19]
- 2009 «Leidenschaft und Widerspruch - Iris und Peter von Roten» im Kulturraum St. Gallen, um Ostschweizer Teil erweiterte Ausstellung (davor in Basel gezeigt)[3]
- 2009 «Il lungo addio - der lange Abschied», Fotoausstellung über die italienische Migration an FHS St. Gallen[3]
- 2011 «100 Jahre Internationaler Frauentag – 1911 bis 2011». Ausstellung im Archiv[19]
- 2013 «Gretlers Panoptikum». Fotografie und Grafik zur Sozialgeschichte. Ausstellung im Kulturraum St. Gallen[19]
- 2016 «Die von Gurs» – Kunst aus dem Internierungslager. Sammlung Elsbeth Kasser. Ausstellung im Museum im Lagerhaus in Zusammenarbeit mit der Stiftung für schweizerische naive Kunst und art brut[19]
- 2016/17 «Ricordi e stima». Fotografie und Oral History zur italienischen Migration nach dem Zweiten Weltkrieg bis in die 1980er-Jahre in der Schweiz. Ausstellung im Historischen und Völkerkundemuseum St. Gallen und im Stadtmuseum Rapperswil-Jona[19]
- 2021/22 «Klug und kühn – Frauen schreiben Geschichte». Ausstellung zur Frauen- und Geschlechtergeschichte in der Schweiz von 1848 bis heute. Ausstellung im Historischen und Völkerkundemuseum St. Gallen und im Stadtmuseum Rapperswil-Jona[19]

## Auszeichnungen
2015 erhielt das Archiv den mit 20.000 Franken dotierten Anerkennungspreis der Stadt St. Gallen. Der Preis wird jährlich an Personen oder Institutionen vergeben, die sich mit ihrem kulturellen Wirken besondere Verdienste um die Stadt und ihre Bevölkerung erworben haben.
Die langjährige Leiterin Marina Widmer erhielt 2022 als Anerkennung für ihre Arbeit für das Archiv den alle vier Jahre vergebenen Kulturpreis der Stadt St. Gallen.

## Veröffentlichungen
- Marina Widmer, Heidi Witzig (Hrsg.): Blütenweiss bis rabenschwarz. St. Galler Frauen - 200 Porträts. Limmat, Zürich 2003, ISBN 978-3-85791-444-7.
- Neue Frauenbewegung, 145. Neujahrsblatt 2005. Hrsg. vom Historischen Verein des Kantons St. Gallen, Redaktion Hauptteil: Archiv für Frauen- und Geschlechtergeschichte Ostschweiz. (online)
- Sandra Meier, Marina Widmer, Margrit Bötschi, Monika Geisser, Alexa Lindner, Wolfgang Steiger (Hrsg.): Nicht die Welt, die ich gemeint: Elisabeth Gerter - Leben und Werk. eFeF, Bern 2007, ISBN 978-3-905561-70-8.
- Frauensache. Das Archiv für Frauen-, Geschlechter- und Sozialgeschichte Ostschweiz. Hier + Jetzt, Verl. für Kultur und Geschichte, Baden 2010, ISBN 978-3-03919-187-1.
- Aufbruch – Neue Soziale Bewegungen in der Ostschweiz. 156. Neujahrblatt 2016, Hrsg. Historischer Verein des Kantons St. Gallen, Konzept und Redaktion Hauptteil: Marina Widmer, Jolanda Schärli, Archiv für Frauen-, Geschlechter- und Sozialgeschichte Ostschweiz. (online)
- Marina Widmer, Giuliano Alghisi, Fausto Tisato, Rolando Ferrarese (Hrsg.): Grazie a voi. Ricordi e stima - Fotografien zur italienischen Migration in der Schweiz. Limmat, Zürich 2016, ISBN 978-3-85791-864-3.
- Marina Widmer, Brigitte Meyer (Hrsg.): 50 Jahre Frauenstimm- + Wahlrecht. Archiv für Frauen-, Geschlechter- und Sozialgeschichte Ostschweiz, St. Gallen 2021.